# 阿里·基巴
阿里·萨利赫·基巴（Ali Saleh Kiba），通称阿里·基巴（Ali Kiba）或基巴王（King Kiba），是坦桑尼亚音乐家、词曲作家。阿里·基巴通常被认为是最成功的邦戈弗拉瓦音乐人之一，常与Diamond Platnumz相较。